# Erhard Auer
Erhard Auer (Dommelstadl bij Passau, 22 mei 1874 - Giengen an der Brenz (Württemberg), 20 maart 1945) was een Beierse politicus namens de Sozialdemokratische Partei Deutschlands (SPD). 
Hij was partijvoorzitter van SPD-Beieren alsook minister van Binnenlandse Zaken van Beieren.
In 1920 werd hij hoofdredacteur van de Münchener Post.
- Gemeinsame Normdatei: 116376961
- International Standard Name Identifier: 0000 0000 5281 3776
- Library of Congress Control Number: nr2001043453
- Nederlandse Thesaurus van Auteursnamen: 382711025
- Virtual International Authority File: 27820532
- WorldCat: E39PBJdrGxjXfGTkWTBYQ4JRrq